# XXVIII век до н. э.
XXVIII (два́дцать восьмо́й) век до на́шей э́ры по пролептическому юлианскому календарю — век с 1 января 2800 года до н. э. по 31 декабря 2701 года до н. э. Это 3-й век 3-го тысячелетия до н. э. Ему предшествовал XXIX век до н. э., за ним следовал XXVII век до н. э. Закончился 4725 лет назад.

## События

### Египет
- Ок. 2730—2590+25 гг. до н. э. — II династия. Родом из Тина. Фараоны Хотепсехемуи, Ранеб, Нинечер, Венег, Сенед, Нубнефер.

### Месопотамия
- 1-я династия Киша: Этана, Балих, Энменнуна.
- Ок. 2800 — Лагаш становится крупнейшим городом в Шумере.
- Ок. 2800 — Царь Киша Этана. Устанавливает контроль над Шумером.
- Ок. 2775 — Царь Урука Мескианггашер. Контролирует территорию от Средиземного моря до гор Загра.
- Ок. 2750 — Царь Урука Эн-Меркар, сын Мескиагашера. Поход против города Аратты на северо-востоке Месопотамии.
- Ок. 2725 — Царь Урука Лугальбанда, полководец Энмеркара.
- 28 век — Потеря преобладающего значения Шуруппаком. Ур находится в зависимости от Урука. Упорная борьба между Уруком и Кишем за главенство.
- Ок. 2800 — Поэма о Гильгамеше

### Другие регионы
- Ок. 2800 — Начало строительства Стоунхенджа на юге Англии.

## Мифические события
- 2737 — начало правления Шэнь-нуна, второго легендарного властителя Древнего Китая[1].